# Jonathan Cott (Schauspieler)
Jonathan Cott (* 14. Mai 1924 in New York City, New York als Waldemar Van Cott II; † 12. Juli 2012 in Huntington Beach, Kalifornien) war ein US-amerikanischer Schauspieler, der in der ersten Hälfte der 1950er Jahre in mehreren Filmen zu sehen war.

## Leben und Karriere
Cott wurde als Waldemar Van Cott II in New York City geboren und war der Sohn von Bard Heywood Letts und Daire Van Cott. Er hatte einen Bruder namens Peter Van Cott, der vor ihm starb. Als er sechs Jahre alt war, zog die Familie nach Kalifornien. Mit 16 Jahren besuchte er die Williston Academy in Massachusetts.
Nach einem Jahr Vorbereitungsschule besuchte er die Purdue University, wo er im College Wrestling herausragende Leistungen erzielte: er war dreimaliger All-American-Meister und trug wesentlich zu Purdues Top-Platzierungen bei den NCAA-Meisterschaften in den späten 1940er Jahren bei. Am College entdeckte er auch sein Interesse für die Schauspielerei und spielte in ersten Theaterstücken. Nach seinem Dienst in der United States Navy während des Zweiten Weltkriegs zwischen 1943 und 1945 kehrte er an die Universität zurück, um sein Studium und seine Ringerkarriere abzuschließen. 1949 wurde er in das „Who’s Who in American Colleges“ aufgenommen.
1951 begann Cott mit dem Film Night Into Morning eine kurze, aber intensive Karriere beim Hollywood-Film. Seine Schauspielkarriere unter dem Namen Jonathan Cott umfasste Filme wie Tödliches Pflaster Sunset Strip (1951), Scaramouche, der galante Marquis (1952) und Fearless Fagan (1952). In der Regel verkörperte er dabei Nebenrollen. Letztmalig vor der Kamera trat er 30-jährig im Jahr 1954 in dem Film Heißes Pflaster in Erscheinung.
Nach seiner kurzen Schauspielkarriere arbeitete Van Cott 37 Jahre lang bei Douglas Aircraft. Er lernte seine Frau Louise in Fort Walton Beach in Florida kennen, wo Douglas an Raketentests auf der Eglin Air Force Base arbeitete. Nach der Heirat zog die junge Familie 1963 nach Santa Monica und 1965 schließlich nach Huntington Beach. Das Paar hatte zwei Kinder, Ann und Waldemar III.
Neben und nach seiner Arbeit bei Douglas unterrichtete er an Volkshochschulen und war 21 Jahre lang Mitglied der Huntington Beach Personalkommission. Van Cott starb im Alter von 88 Jahren in Orange County und wurde von seiner Frau und seinen Kindern überlebt.

## Filmografie
- 1951: Night Into Morning (Solitudine)
- 1951: No Questions Asked
- 1951: Tödliches Pflaster Sunset Strip (The Strip)
- 1951: Der Mordprozeß O’Hara (The People Against O’Hara)
- 1951: Der Cowboy, den es zweimal gab (Callaway Went Thataway)
- 1951: Zu jung zum Küssen (Too Young to Kiss)
- 1952: Verkauft und verraten (The Sellout)
- 1952: Mann gegen Mann (Lone Star)
- 1952: Shadow in the Sky
- 1952: Scaramouche, der galante Marquis (Scaramouche)
- 1952: Frau in Weiß (The Girl in White)
- 1952: Glory Alley
- 1952: Fearless Fagan
- 1952: Mein Herz singt nur für Dich (Because You’re Mine)
- 1952: Everything I Have Is Yours
- 1952: Desperate Search
- 1952: Sky Full of Moon
- 1952: Stadt der Illusionen (The Bad and the Beautiful)
- 1952: Die letzte Entscheidung (Above and Beyond)
- 1953: Die Tränen des Clowns (The Clown)
- 1953: Arzt im Zwielicht (Battle Circus)
- 1953: Ein verwöhntes Biest (The Girl Who Had Everything)
- 1953: Small Town Girl
- 1953: Code Two
- 1953: Schrei des Gejagten (Cry of the Hunted)
- 1953: Fast Company
- 1953: Du und keine andere (Dream Wife)
- 1953: Eine Chance für Suzy (Give a Girl a Break)
- 1953: Die schwarze Perle (All the Brothers Were Valiant)
- 1954: Die Intriganten (Executive Suite)
- 1954: Heißes Pflaster (Rogue Cop)